# Africanasaula impressipennis
Africanasaula impressipennis is een keversoort uit de familie zwamkevers (Endomychidae). De wetenschappelijke naam van de soort werd in 1946 gepubliceerd door Maurice Pic.